# Love Larson
Nils Love Johannes Larson, ursprungligen Larsson, född 11 juni 1978 i Ålidhems församling i Umeå i Västerbottens län, är en svensk maskör och sminkör.
Larson har arbetat med produktioner som Arn – Tempelriddaren (2007), Luftslottet som sprängdes (2009), Arn – Riket vid vägens slut (2009), Wallander – Hämnden (2009), Monica Z (2013) och En man som heter Ove (2015). Tillsammans med hustrun Eva von Bahr har han Oscarsnominerats tre gånger i kategorin Bästa smink: 2015 för arbetet med Hundraåringen som klev ut genom fönstret och försvann (2013), 2016 för En man som heter Ove samt 2022 för den internationella storfilmen Dune. Tillsammans med von Bahr har han även nominerats till åtta Guldbaggar varav de vunnit fyra gånger.
Love Larson är son till litteraturprofessorn Anders Öhman och skådespelaren Karin Larson. Han är sedan 2015 gift med maskören och sminkören Eva von Bahr (född 1968). Tillsammans har de en son (född 2009).

## Filmografi
- 1999 – Apberget (scenografi, smink, specialeffekter)
- 2002 – Utanför din dörr (sminkassistent)
- 2004 – Strandvaskaren (specialeffekter)
- 2000 – Gropen (specialeffekter, smink)
- 2004 – En del av mitt hjärta (maskör)
- 2004 – Kung Konrad (maskör)
- 2005 – Parasiten (kostymör, maskör)
- 2005 – Wallander – Mastermind (maskör)
- 2005 – Zozo (smink)
- 2006 – Frostbiten (specialeffekter)
- 2006 – En fråga om liv och död (attributör)
- 2007 – Leo (maskör)
- 2007 – Arn – Tempelriddaren (smink)
- 2007 – Ett öga rött (perukmakare)
- 2006 – Underbara älskade (maskör)
- 2008 – Maria Wern – Främmande fågel (maskör)
- 2009 – Apan (maskör)
- 2009 – Luftslottet som sprängdes (maskör)
- 2009 – Mammut (maskör)
- 2009 – Superhjältejul (maskör)
- 2009 – Arn – Riket vid vägens slut (maskör)
- 2009 – Wallander – Hämnden (smink)
- 2010 – Himlen är oskyldigt blå (maskör)
- 2010 – Återfödelsen (smink)
- 2012 – Nobels testamente (specialeffekter)
- 2013 – Hundraåringen som klev ut genom fönstret och försvann (maskör, roll)
- 2013 – Monica Z (specialeffekter, övrig medarbetare)
- 2013 – Wallander – Den orolige mannen (maskör)
- 2014 – Krakel Spektakel (maskör)
- 2015 – En man som heter Ove (övrig medarbetare)
- 2018 – Tårtgeneralen (maskör)
- 2021 – Dune
- 2022 – Bränn alla mina brev
- 2023 – Konferensen

## Utmärkelser och nomineringar
- 2014 – Nominerad till Guldbaggen för bästa maskdesign för Hundraåringen som klev ut genom fönstret och försvann
- 2016 – Vann Guldbaggen för bästa maskdesign för En man som heter Ove
- 2016 – Nominerad till Oscar för bästa smink för Hundraåringen som klev ut genom fönstret och försvann
- 2017 – Nominerad till Guldbaggen för bästa maskdesign för Hundraettåringen som smet från notan och försvann
- 2017 – Vann Guldbaggen för bästa maskdesign för Jätten
- 2017 – Nominerad till Oscar för bästa smink för En man som heter Ove
- 2019 – Nominerad till Guldbaggen för bästa maskdesign för Tårtgeneralen
- 2021 – Vann Guldbaggen för bästa maskdesign för Nelly Rapp – Monsteragent
- 2022 – Nominerad till Guldbaggen för bästa maskdesign för Bränn alla mina brev
- 2022 – Nominerad till Oscar för bästa smink för Dune
- 2023 – Vann Guldbaggen för bästa maskdesign för Konferensen